# Пилиев, Константин Григорьевич
Константин Григорьевич Пилиев (род. 28 февраля 1983 года в Белицком) — украинский тяжелоатлет, бронзовый призёр чемпионата Европы по тяжёлой атлетике 2005 года. Участник Олимпийских игр 2012 года. Мастер спорта международного класса.

## Биография
Константин Пилиев родился в небольшом городке Белицкое, Донецкая область. В этом же городе его отец и по совместительству первый тренер — Григорий Пилиев, работал преподавателем физкультуры. Выдающимися достижениями в юношеском спорте не отличался. В 2003 году стал чемпионом Украины среди юниоров до 20 лет с суммой 367,5 (160+207,5) кг, установив рекорд Украины по юниорам в толчке (207,5). Первый серьёзный успех пришёл к Пилиеву в 2005 году на чемпионате Европы по тяжёлой атлетике в Софии — Константин с суммарным результатом 380 кг (170+210) получил «бронзу» в актив украинской сборной.
В 2006 году на чемпионате мира в Санто-Доминго украинскому тяжеловесу удалось улучшить свой прошлогодний результат (385 кг (171+214)), но этого оказалось недостаточно даже для попадания в первую пятёрку. Несмотря на то, что все призёры подняли одинаковый вес, который лишь на 7 кг превысил показатели Пилиева, шестое место Константина выглядело неудовлетворительно. Впрочем, этот результат, как оказалось потом, стал лучшим в карьере украинца на чемпионатах мира по тяжёлой атлетике. В одном из следующих мировых соревнований Пилиев так и не поднялся выше 11-й строчки.
На континентальных первенствах дела у украинского спортсмена шли значительно лучше. В 2007 году он занял шестое место на чемпионате Европы в Страсбурге с результатом 379 кг (166+213; малая бронза в толчке), а в следующем году на соревнованиях в Линьяно-Саббьядоро лишь 2 кг отделили его от бронзовой награды, и снова малая бронза в толчке (382 кг (170+212)).
В 2012 году Константин Пилиев получил право представлять сборную Украины на Олимпийских играх в Лондоне в весовой категории до 94 кг, занял 12-е место (372 кг (166+206)). После дисквалификации ряда атлетов занял 5-е место.